# Tom Gates

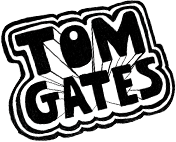
Titelbild von Tom Gates

Tom Gates ist eine Buchreihe von Liz Pichon für Kinder im Alter von 8 bis 14 Jahren. In dem Comic-Roman geht es um den zehn- bis elfjährigen Fünftklässler Tom, der in seinem Buch Erlebnisse aller Art erzählt: von peinlichen Eltern, über schreckliche Lehrer, bis hin zu nervigen Mitschülern. Außerdem berichtet er über seine Band, die er mit seinem besten Freund Derek gegründet hat: The DogZombies (deutsch Die DogZombies). Das Buch wurde von Verena Kilchling übersetzt.
Der Stil kann mit Gregs Tagebuch verglichen werden, allerdings sind die Bücher im Präsens geschrieben.

## Figuren
- Thomas „Tom“ Gates ist der Protagonist und Ich-Erzähler. Er ist elf Jahre alt und Gitarrist und Sänger der DogZombies und geht in die Klasse 5f.
- Derek Fingle ist Toms bester Freund und aus demselben Jahrgang, allerdings in einer anderen Klasse, „da wir sonst zu viel quatschen“. Auch er ist Mitglied der DogZombies und spielt Keyboard und Bassgitarre. Er hält meistens zu Tom.
- Amy Porter ist in Toms Klasse und dessen großer Schwarm.
- Norman Watson ist ein weiterer Freund Toms und ziemlich hyperaktiv. Er spielt Schlagzeug und wird ebenfalls Mitglied der DogZombies.
- Marcus Meldrew ist Toms großer Widersacher und ärgert ihn dauernd.
- Dude3 ist Toms Lieblingsband. Sie besteht aus drei namentlich nicht genannten Mitgliedern: einem Sänger bzw. Bassisten, einem Gitarristen und einem Schlagzeuger.
- Mr. Fullerman ist Klassenlehrer der 5f. Er ist ziemlich streng, hat allerdings auch eine Vorliebe für Rockmusik, so ist er ein guter Freund des Managers von Dude 3.
- Delia Gates ist Toms 16-jährige Schwester und gewöhnlich gemein zu ihm.
- Frank Gates junior und Rita Gates sind Delia und Toms Eltern. Sie werden als eher peinlich dargestellt, so singt Frank gerne und zieht sich dauernd ungewöhnliche Klamotten an.
- Kevin Gates ist Franks jüngerer, ziemlich spießiger Bruder, der dauernd Witze auf Franks Kosten macht. Er hat eine Frau namens Rita und zwei Söhne.
- Mavis Gates und Frank Robert „Bob“ Gates, sind Frank und Kevins Eltern sowie Delia und Toms Großeltern. Tom nennt sie „die Fossilien“. Oma Mavis kocht dauernd sehr fragwürdige Sachen wie u. a. Pizza mit Banane als Belag.

## Bücher
- Wo ich bin ist Chaos (aber ich kann nicht überall sein) (= Tom Gates. Band 1). Schneiderbuch, 2011, ISBN 978-3-505-12936-0 (Originaltitel: The Brilliant World of Tom Gates. Übersetzt von Verena Kilchling).
- Eins-A-Ausreden (und anderes cooles Zeug) (= Tom Gates. Band 2). Schneiderbuch, 2012, ISBN 978-3-505-12937-7 (Originaltitel: Excellent Excuses (And Other Good Stuff). Übersetzt von Verena Kilchling).
- Alles Bombe (irgendwie) (= Tom Gates. Band 3). Schneiderbuch, 2012, ISBN 978-3-505-12938-4 (Originaltitel: Everything’s Amazing (Sort of). Übersetzt von Verena Kilchling).
- Ich bin so was von genial (aber keiner merkt’s) (= Tom Gates. Band 4). Schneiderbuch, 2013, ISBN 978-3-505-13153-0 (Originaltitel: Genius Ideas (Mostly). Übersetzt von Verena Kilchling).
- Ich hab für alles eine Lösung (aber sie passt nie zum Problem) (= Tom Gates. Band 5). Schneiderbuch, 2013, ISBN 978-3-505-13262-9 (Originaltitel: Tom Gates is Absolutely Fantastic (at some things). Übersetzt von Verena Kilchling).
- Jetzt gibt’s was auf die Mütze (aber echt!) (= Tom Gates. Band 6). Schneiderbuch, 2014, ISBN 978-3-505-13369-5 (Originaltitel: Extra Special Treats (…Not). Übersetzt von Verena Kilchling).
- Schwein gehabt (und zwar saumäßig) (= Tom Gates. Band 7). Schneiderbuch, 2015, ISBN 978-3-505-13640-5 (Originaltitel: A Tiny Bit Lucky. Übersetzt von Verena Kilchling).
- Bitte nicht stören, Genie bei der Arbeit… (= Tom Gates. Band 8). Schneiderbuch, 2015, ISBN 978-3-505-13721-1 (Originaltitel: Yes! No (Maybe…). Übersetzt von Verena Kilchling).
- Läuft! (Wohin eigentlich?) (= Tom Gates. Band 9). Schneiderbuch, 2016, ISBN 978-3-505-13848-5 (Originaltitel: Top of the Class (nearly). Übersetzt von Verena Kilchling).
- Volltreffer – daneben! (= Tom Gates. Band 10). Schneiderbuch, 2016, ISBN 978-3-505-13864-5 (Originaltitel: Super Good Skills (almost…). Übersetzt von Verena Kilchling).
- Der helle Wahnsinn (Leuchtet nicht im Dunkeln) (= Tom Gates. Band 11). Schneiderbuch, 2017, ISBN 978-3-505-13863-8 (Originaltitel: DogZombies Rule (For Now). Übersetzt von Verena Kilchling).
- Toms geniales Meisterwerk (Familie, Freunde und andere fluffige Viecher) (= Tom Gates. Band 12). Schneiderbuch, 2017, ISBN 978-3-505-14037-2 (Originaltitel: Family, Friends and Furry Creatures. Übersetzt von Verena Kilchling).
- Liz pichon: Mega-Abenteuer (oder so). Hrsg.: schneider buch (= Tom Gates. Band 13). Schneiderbuch, 2017, ISBN 978-3-505-14037-2 (Originaltitel: Epic Adventure (kind of). Übersetzt von Verena Kilchling).
- Voll auf den Keks (Gekrümelt wird immer) (= Tom Gates. Band 14). Schneiderbuch, 2018, ISBN 978-3-505-14219-2 (Originaltitel: Full on the biscuit (is always crumpled). Übersetzt von Verena Kilchling).
- Monster? Welches Monster? (= Tom Gates. Band 15). Egmont Schneiderbuch, 2019, ISBN 978-3-505-14276-5 (Originaltitel: What Monster? Übersetzt von Verena Kilchling).
- Krass cooles Kritzelzeug (= Tom Gates. Band 16). Schneiderbuch, 2019, ISBN 978-3-505-14281-9 (Originaltitel: Mega Make and Do and Stories Too! Übersetzt von Verena Kilchling).